# Rio Curteasa
O Rio Curteasa é um rio da Romênia, afluente do Polatiştea, localizado no distrito de Hunedoara.